# 香山寶卷
《香山寶卷》原名《觀世音菩薩本行經》，又名《大聖法寶香山寶卷》，中國佛教說唱文學文本，共一卷，約於明代前期成書，但其中的主要故事可能是北宋杭州上天竺寺普明禪師於1103年寫成。香山是故事主角妙善公主修行之處。現存最早版本1773年刊行於杭州。

## 緣起
《香山寶卷》的故事源自北宋時觀世音信仰的聖地、河南汝州香山寺。寶卷是中國宗教說唱文學的文本。
香山寺方丈懷晝藏有一文，講述觀世音菩薩化身妙善公主的故事，於1100年把文章交給汝州知府蔣之奇(1031-1104)。蔣之奇潤飾故事，寫成《大悲菩薩傳》，刻於石碑。（大悲菩薩即觀世音菩薩，此石碑仍現存香山寺）自此妙善公主的故事逐漸流行，《香山寶卷》故事情節即改編自《大悲菩薩傳》。

## 內容
《香山寶卷》敘述觀世音菩薩化身為妙善公主，化度王室與國民歸依佛法的故事。
迦葉佛時，在須彌山以西的樂土「興林」，國王妙莊王的三公主妙善崇信佛法，決心出家為尼。妙莊王怒斥其不孝，一度加以囚禁。妙善最後往白雀寺出家。住持指責妙善不遵聖旨，百般役使，妙善卻得一眾神靈協助。妙莊王得知妙善出家，勃然大怒，下令火燒白雀寺，誅滅僧尼。妙善仰天吐血，隨即天降大雨，大火熄滅。
妙善被捕後，堅持佛法，被處以絞刑，落入地府，在其中宣講佛法，超度亡魂。陰司官員見亡魂皆得超生，為免地獄出空，送妙善還陽。妙善復生後，上帝化為老人，送妙善到香山坐禪。妙善在坐禪中頓悟，知道自己原是觀世音菩薩。
妙莊王因毀佛滅法，身染怪病，無藥可救。妙善化身老僧入宮，謂必須以人手人眼合藥，方得痊癒，並指香山上有仙人願獻出手、眼。官員前往香山，向一仙姑求取手、眼，仙姑即割去左臂，挖出左眼。官員第二次前來，仙姑連右臂、右眼都獻出。妙莊王得藥痊癒，遂依誓言改信佛法，並與王后、滿朝文武往香山答謝仙人。
香山上有一坐禪女孩，無手無眼，滿身血漬。王后追問下，方知她正是公主妙善。眾人祈求佛祖使妙善手、眼再生，妙善遂重生手、眼，阿彌陀佛同時現身，妙善得「千手千眼」，「大慈大悲，救苦救難」。於是妙莊王、王后與文武官員都出家求佛，死後到阿彌陀佛的淨土。

## 思想
《香山寶卷》揉合淨土宗與禪宗教義，強調齋戒、念佛、覺性、「証無」。故事結尾菩薩講道，教人反觀真性，見性成佛，淨土就在每個人的心中。

## 文體
《香山寶卷》文白混雜，散韻交替，可供宣唱。部份段落用文言，以四字句為主，部份用白話。散文和七言韻文（偈文）交替出現，韻文段落既總結前面的散文，又預告下文內容。

## 影響
宋元時妙善公主的故事已廣為人知，《香山寶卷》使故事流傳更廣，確立中國觀世音菩薩的女性身份。在清代，有許多其他講述妙善故事的寶卷成書，如《觀音濟度本願真經》，直至今天，妙善傳說仍是中國觀世音菩薩的善信熟知的故事。
《香山寶卷》是最著名的寶卷之一，是明清兩代寶卷的源頭。文體方面，後世寶卷跟《香山寶卷》一樣，都是散韻交替；後世寶卷並劃分章節和加入曲牌。
內容方面，《香山寶卷》是後世敘事類寶卷的原型。這類寶卷表彰品德和孝道，多講述年輕男信虔信佛法，克服重重困難，成為高官或出家。這些情節都以妙善故事為原型。
思想方面，《香山寶卷》影響了民間教派的寶卷。明代無為教祖師羅清所撰的寶卷，便多次引用《香山寶卷》。《香山寶卷》強調齋戒、念佛、覺性、「証無」，後世寶卷都沿襲這些主題。《香山寶卷》部份詞句，如「有緣人」、「返本還源」、「十地工夫」、「生前不入龍華會，死後焉得免沉淪」，也常見於後世的寶卷。